# قرنفل
القَرَنْفُل أو قرنفل أبيض أو قرنفل التوابل (الاسم العلمي: Syzygium aromaticum) نوع من النباتات من الفصيلة الآسيّة.

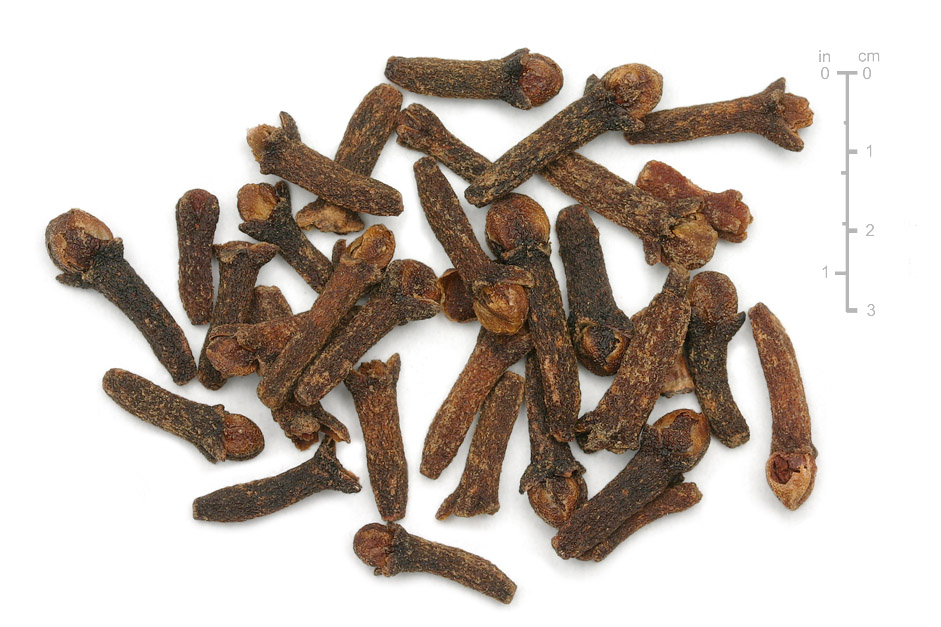
بعض حبات القرنفل المجفف

## الوصف النباتي
النبات: شجرة دائمة الخضرة، لها شكل مخروطي، مزهرة، ذات زهر رباعي الأجزاء، ولها رائحة عطرية قوية. يبلغ متوسط ارتفاع شجرة القرنفل من 8 إلى 12 مترًا. هي واحدة من أقدم وأشهر التوابل، وبذورها تشبه المسامير وهي أكثر أجزائها استعمالاً وتسمى كذلك بعود النوار ويكون لونها أحمر ويتحول إلى البني عندما تصبح يابسة.
تستخدم بذورها المجففة كبهارات في الكثير من الأطعمة ويستخدم كبهار للقهوة العربية. بالإضافة إلى تأثيراته الطبية الكثيرة المفيدة. ومن أسمائه الشائعة في جزيرة العرب "العويدي" أو "المسمار".

## أصل القرنفل
موطن القرنفل الأصلي جزر الملوك بأندونيسيا وجنوب الفلبين ويزرع القرنفل اليوم على نطاق واسع في عدة بلدان مثل تنزانيا ومدغشقر وجبال الأنديز والبرازيل.

## المعلومات الغذائية
تحتوي كل ملعقة كبيرة من القرنفل (6.6غ)، بحسب وزارة الزراعة الأمريكية على المعلومات الغذائية التالية:
- السعرات الحرارية: 21
- الدهون:1.32
- الدهون المشبعة: 0.35
- الكاربوهيدرات: 4.04
- الألياف: 2.3
- البروتينات: 0.39
- الكولسترول: 0

المعلومات الغذائية عن القرنفل